# Souzay-Champigny
Souzay-Champigny település Franciaországban, Maine-et-Loire megyében. Lakosainak száma 691 fő (2022. január 1.). Souzay-Champigny Fontevraud-l’Abbaye, Parnay, Saumur, Varennes-sur-Loire, Villebernier és Bellevigne-les-Châteaux községekkel határos.

## Népesség
A település népessége az elmúlt években az alábbi módon változott:
| Lakosok száma | 475  | 571  | 640  | 707  | 797  | 772  | 761  | 748  | 730  | 691  |
|               | 1968 | 1982 | 1990 | 2006 | 2013 | 2015 | 2017 | 2019 | 2020 | 2022 |